# Заряджені смертю
«Заряджені смертю» — радянський художній фільм в жанрі бойовика, знятий в 1991 році режисером Володимиром Плотниковим за сценарієм Геннадія Орєшкіна. Фільм присвячений двохсотріччю берегової охорони США.

## Сюжет
Росія — США. Про спільну боротьбу радянських прикордонників та служби берегової охорони США з групою особливо небезпечних злочинців. До радянських прикордонників надійшла інформація про підготовлюваний на Далекому Сході транзит наркотиків на борту американського сейнера. У той же час з табору суворого режиму здійснює втечу група особливо небезпечних злочинців. Йдучи від переслідування прикордонників, бандити захоплюють в заручники екіпаж сейнера. Радянські прикордонники спільно зі службою берегової охорони США ведуть боротьбу зі злочинцями.

## У ролях
- Артем Карапетян — капітан I рангу, командир ПСКР «Юрій Андропов», Карен Ашотович Саакян
- Олександр Рахленко — капітан II рангу, старший помічник капітана ПСКР «Андропов», Анатолій Чертін
- Антон Голишев — лейтенант, старший помічник капітана ПСКР «Андропов»
- Володимир Носик — старший мічман ПСКР «Андропов», Петро Михайлович Голодов
- Олександр Кулямін — старший лейтенант з команди «Андропова», Раков
- Володимир Трещалов — віце-адмірал ВМФ СРСР
- Володимир Плотников — генерал-майор КДБ, Сергій Петрович
- Олександр Ковальчук — командир спецназу, Олександр Іванович Старинін
- Борис Бистров — лідер групи, злодій в законі, «Буза» (Павло Борисович Никодимов)
- Вадим Андрєєв — «Хрящ» (Григорій Вадимович Федосєєв)
- В'ячеслав Баранов — «Півень» (Костянтин Іванович Уваров)
- Олексій Родіонов — «Кисіль» (Антон Миколайович Борисов)
- Андрій Ташков — «Кліщ» (Ігор Матвійович Дружков)
- Георгій Юматов — капітан сейнера «Щасливий», Сава Ілліч
- Олександр Фатюшин — моряк з «Удачливого», Сергій Красовський
- Енрі Леонтьєв — капітан траулера
- Костянтин Степанов — епізод
- Володимир Антоник — вертольотчик берегової охорони, Джеррі Ренклін
- Анатолій Ведьонкін — вертольотчик берегової охорони, Рей, напарник Джеррі
- Вадим Курков — вертольотчик берегової охорони
- Максим Бєляков — вертольотчик берегової охорони
- Вадим Захарченко — командир американської авіабази, Том
- Улдіс-Яніс Вейспалс — ватажок, Бен Койл
- Олександр Ульянов — капітан шхуни Койла
- Сергій Ніколаєв — «Крихітка», підручний Койла
- Артур Ніщонкін — «Малюк», підручний Койла
- Світлана Рябова — Рита, коханка Красовського
- Тамара Сьоміна — місіс Ренклін, мати Джеррі
- Жанна Еппле — стриптизерка, Діана Трівілл, кохана Джеррі
- Катерина Кміт — стриптизерка, подруга Діани
- Тамара Совчі — мадам в стриптиз-клубі
- Олексій Чардинін — епізод
- Володимир Абашев — майор міліції в порту
- Володимир Боговін — лікар
- Алла Кормакова — епізод
- В'ячеслав Жариков — рибалка на набережній Москва-ріки

## Знімальна група
- Режисер — Володимир Плотников
- Сценарист — Геннадій Орєшкін
- Оператори — Олександр Ковальчук, Олексій Чардинін
- Композитор — Георгій Фіртич
- Художник — Енрі Леонтьєв